# 西餐
西餐（英語：Western food），又称西方饮食或西洋料理，是西方世界的烹饪方式和饮食文化，主要包括欧式料理与美国饮食，与中餐和日本料理等东方的烹饪方式（东方饮食）所对应。

## 主要的西餐种类
- 法餐
- 意餐
- 西班牙料理
- 德国料理
- 俄餐
- 英国料理
- 美式饮食
- 爱尔兰料理
- 瑞士料理
- 葡萄牙料理
- 希腊料理
- 土耳其料理

## 正餐

### 西餐礼仪

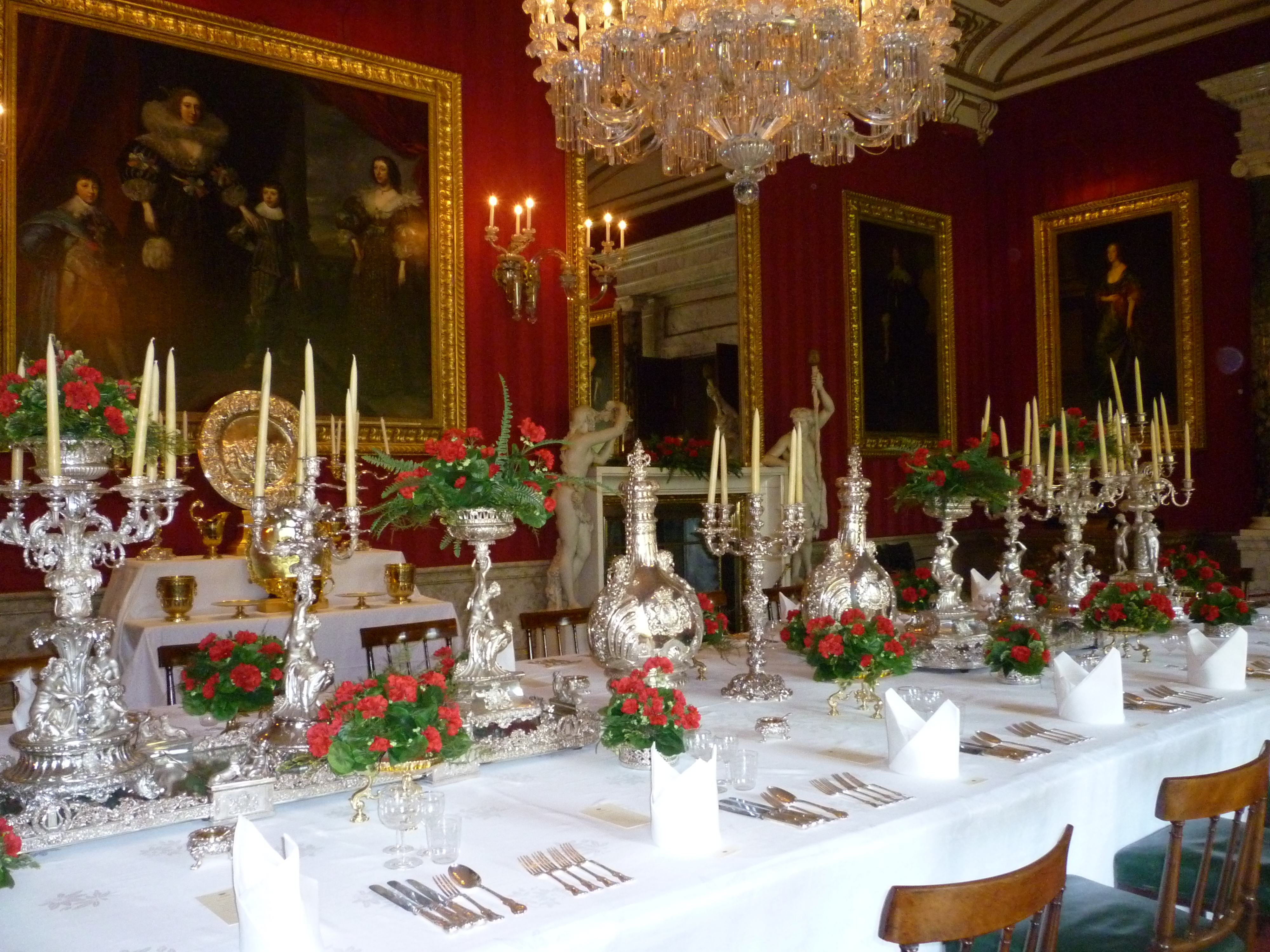
英国查茨沃斯莊園的餐桌布置

西方人很重視餐桌禮儀，西餐禮儀較為複雜，但相对于印度菜和美式快餐而言，西餐比传统中餐和宗教餐饮要简单，但也有一些規則，如：一道菜，一道菜地吃，吃正式的西餐時，不能發出聲響，不能吃一半，吐出一半等。吃每一道菜都有不同的餐具，於餐桌上從外到內順序排列。

### 西餐選擇
| | |
| - 湯 - 羅宋湯 - 洋蔥湯 - 忌廉湯 - 麵包 - 前菜／冷盤 - 沙拉 - 起司 - 主菜 - 豬排 - 牛排 - 雞排 - 海鮮 - 法國蝸牛 - 蛋包飯 - 西式蛋餅 - 可樂餅 - 羊肉 - 牛舌 - 吉列 - 漢堡排 - 醬料 - 黑椒汁 - 红酒蘑菇汁 - 燒汁 - 蒜茸汁 - 白汁 - 肉汁 - 青醬 - 咖哩 - 莎莎醬 - 鱷梨醬 - 點心 - 薯條 - 洋蔥圈 - 雞塊 - 炸雞 | - 配菜 - 義大利麵 - 飯 - 薯菜 - 玉棋 - 豌豆 - 紅蘿蔔 - 約克夏布丁 - 火腿 - 培根 - 薯泥 - 玉米 - 洋蔥 - 臘腸 - 雞蛋 - 甜品 - 蛋糕 - 雪糕 - 果凍 - 蛋塔 - 布丁 - 餅乾 - 熱烤阿拉斯加 - 舒芙蕾 - 奶酪 - 飲料 - 啤酒 - 葡萄酒 - 雞尾酒 - 果汁 - 牛奶 - 雪芭 - 奶茶 - 奶昔 - 茶 - 熱可可 - 可樂 - 碳酸飲料 - 檸檬水 |

## 非正餐
- 西式糕點
- 下午茶

## 饮料
- 欧洲酒文化

## 西方饮食在东亚
1860年代左右，中国已经有西式餐馆。西餐在传入中国初期被称为番菜。当代亞洲的飲食文化中，如香港的茶餐廳、日本的日式西餐廳、台灣的簡餐店等，都不會提供全套的食品，故廣義而言的西餐會是一頓包含西式主菜的膳食，咖啡可被一般飲品取代，在香港的茶餐廳和快餐店，餐湯亦可被中式餐湯取代，成為港式西餐。而在上海，上海人更是根据自己的口味与本地食材的特性改良了西餐，该类西餐被称为海派西餐。

## 相關
- 洋食（西洋風的日本料理）
- 港式西餐